# Ugamak
Ugamak (en aleuta Ugangax̂) és una petita illa deshabitada de les illes Krenitzin, un subgrup de les illes Fox de les illes Aleutianes orientals, a l'estat d'Alaska.
El 1840 el missioner i sacerdot rus Innocenci Veniamínov en va transcriure el nom que, segons RH Geoghegan, pot significar "illa de la cerimònia". Fa 9,5 km de llargada i es troba 51 km a l'est de l'illa Akutan. La badia d'Ugamak està situada a la costa sud-est de l'illa i l'estret d'Ugamak és un canal de tres milles d'amplada que separa Ugamak de Kaligagan, a l'oest. Al sud de l'illa hi ha les petites illes d'Aiktak i Round.